# Jevgenyij Ananyjevics Haldej
Jevgenyij Ananjevics Haldej, oroszul: Евгений Ананьевич Халдей, (Juzovka, ma: Doneck, 1917. március 23. – Moszkva, 1997. október 6.), ukrán származású szovjet fotóriporter, haditudósító. A második világháború legismertebb fotói közül többnek – köztük a Reichstag romjaira kitűzött szovjet zászló fényképének – alkotója.
Haldej a Szovjetunió egyik legismertebb fotográfusa volt. Ukrán zsidó családba született. Tizenhárom éves korában kezdett fényképezni. 1936-tól a TASZSZ-nál dolgozott. 1941-től a szovjet hadsereg frontfotósa volt. 1956-tól a Pravda munkatársa volt. Sztálin, Gorbacsov és Jelcin portréit is megcsinálta.
Gyakran megrendezett, manipulált képeket készített, melyekkel kapcsolatban bár jogos a történelemhamisítás vádja, ő azonban úgy vélte, hogy a módosításokkal csak hatásosabbá tette a dokumentált eseményeket. Az említett – leghíresebb – képe is minden bizonnyal beállított, manipulált, montírozott és retusált kép.